# Angiologi
Angiologi, av grekiskans ἀγγεῖον "kärl", är en delvetenskap inom medicinen, vilken ägnar sig åt cirkulationssystemet och dess anatomi, fysiologi, patologi och behandling. 
En specialist inom angiologi besitter kunskaper om hur det vaskulära systemet fungerar normalt, vid sjukdomar och vid livsstilar som påverkar hälsan. Sjukdomar som kan uppstå är exempelvis åderförkalkning, hypertoni, blodproppar, perifera artärsjukdomar och venösa kärlsjukdomar.